# 德恰圖河
9°35′N 41°52′E / 9.583°N 41.867°E

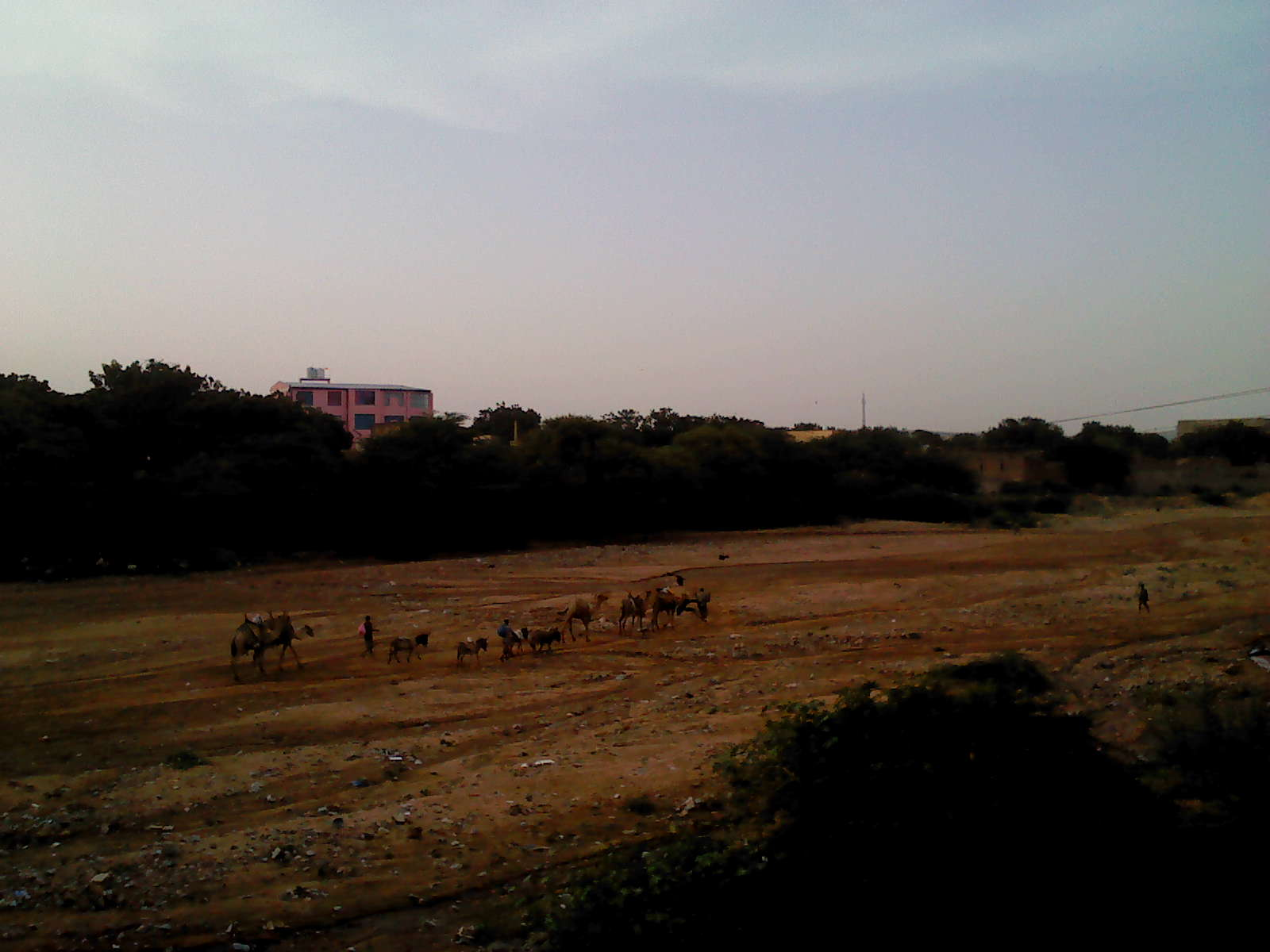

德恰圖河是埃塞俄比亞的河流，位於該國東部，屬於阿瓦什河的支流，河道全長76公里，流域面積210平方公里，河畔城鎮有德雷達瓦。